# Skyddshjälm

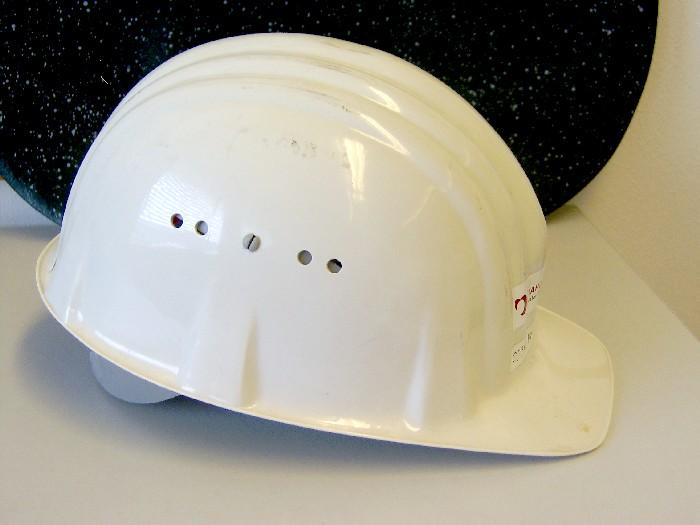
Bygghjälm

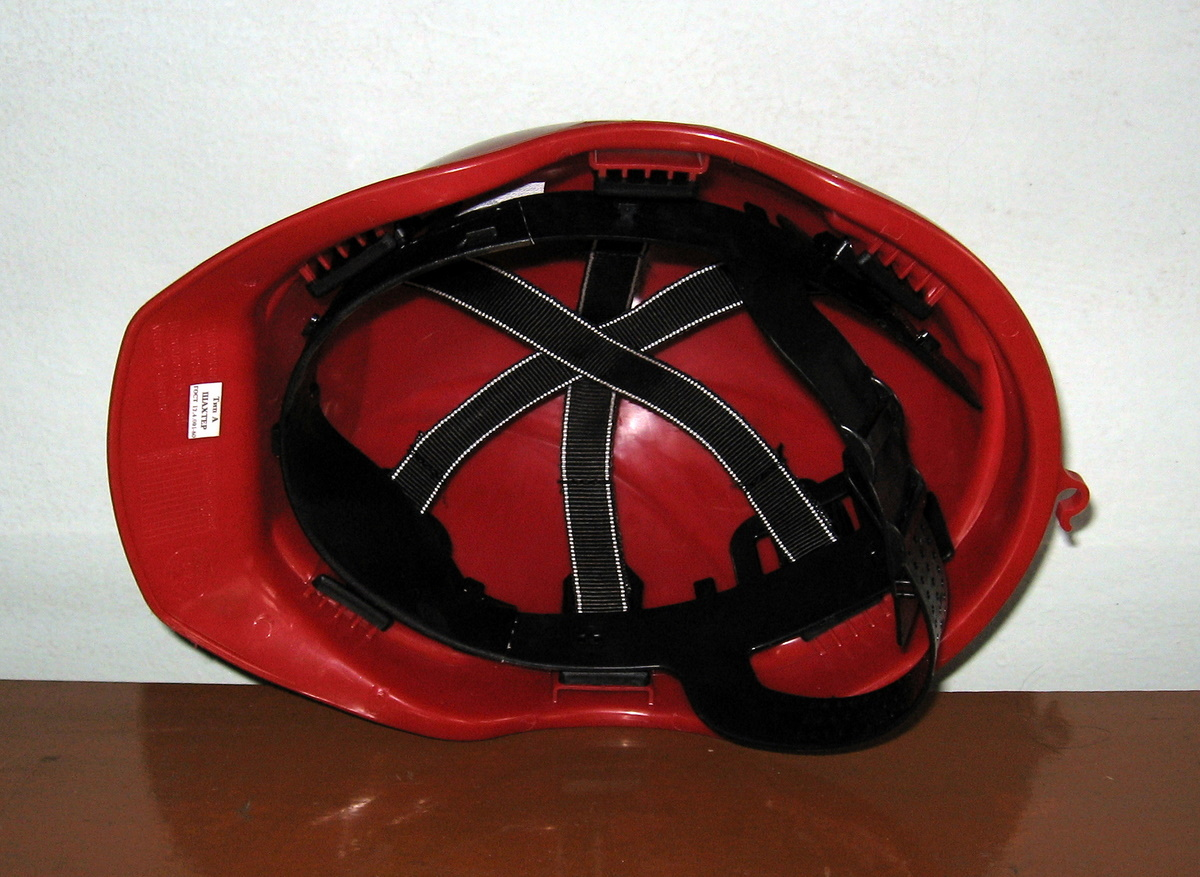
Insidan av en gruvhjälm

En skyddshjälm är en hjälm som används för att skydda bäraren från fallande föremål och andra slags stötar mot huvudet. 
En skyddshjälm kan vara kombinerat med ett fast eller rörligt ansikts- eller ögonskydd i form av ett visir.
En skyddshjälm utan hakrem, som används vid byggnads- och anläggningsplatser, kallas också bygghjälm. 
En brandhjälm har skydd också i nacken.